# Список артиллерии СССР периода Второй мировой войны

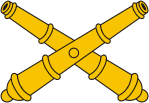
Эмблема Артиллерии

В список вошла артиллерия СССР, произведённая в межвоенный период и в период Второй мировой войны. В список не вошли опытные и не пошедшие в серийное производство образцы.

## Противотанковые орудия
| Тип                         | Изображение | Принята на вооружение | Количество выпущенных, шт. | Примечания |
| --------------------------- | ----------- | --------------------- | -------------------------- | --- |
| 37-мм пушка (1-К)           |             | 1930                  | 509                        | 1-К была первой специализированной противотанковой пушкой РККА и сыграла большую роль в освоении этого вида оружия. |
| 37-мм пушка обр. 1944       |             | 1944                  | 472                        | 37-мм авиадесантные пушки обр. 1944 г. предназначались для вооружения парашютно-десантных батальонов, мотоциклетных полков, механизированных войск (в смонтированном на автомобилях виде). |
| 45-мм пушка обр. 1932(19-К) |             | 1932                  | 7900                       | Советское полуавтоматическое противотанковое орудие калибра 45 мм. |
| 45-мм пушка обр. 1937       |             | 1937                  | 37 354                     | Благодаря небольшим размерам и мобильности, во второй половине войны, когда противотанковые возможности пушки уже не вполне соответствовали времени, она продолжала широко использоваться в качестве батальонного орудия. |
| 45-мм пушка (М-42)          |             | 1942                  | 10 843                     | Пушка предназначалась для борьбы с танками, самоходками и бронемашинами противника. Она была способна успешно бороться со всеми средними танками вермахта 1942 года. |
| 57-мм пушка (ЗИС-2)         |             | 1941                  | 13 710                     | Данное орудие являлось, на момент начала серийного производства, самой мощной противотанковой пушкой в мире — настолько мощной, что в 1941 году было снято с производства, в пользу более дешёвых и технологичных пушек. Однако, с появлением в 1943 году новых тяжелобронированных немецких танков «Тигр», производство орудия было возобновлено. |
| 100-мм пушка (БС-3)         |             | 1944                  | 3 816                      | БС-3 успешно использовалась в качестве мощного противотанкового орудия для борьбы с танками врага на всех дистанциях и в качестве корпусного орудия для дальней контрбатарейной стрельбы благодаря своей высокой дальности огня. |

## Батальонные иполковыеорудия
| Тип                           | Изображение | Принята на вооружение | Количество выпущенных, шт. | Примечания |
| ----------------------------- | ----------- | --------------------- | -------------------------- | --- |
| 76-мм пушка обр. 1927         |             | 1927                  | около 18 000               | Пушка предназначалась почти исключительно для ведения огня прямой наводкой. В наступлении полковые пушки должны были перемещаться расчётом в боевых порядках наступающей пехоты и оперативно подавлять огневые средства противника, мешающие продвижению — пулемётные гнёзда, артиллерийские орудия и миномёты, разнообразные огневые точки. |
| 76-мм пушка обр. 1943 (ОБ-25) |             | 1943                  | 5192                       | 76-мм полковая пушка обр. 1943 г. предназначалась для непосредственной поддержки и сопровождения огнём и колёсами пехоты и кавалерии. |

## Горные орудия
| Тип                          | Изображение | Принята на вооружение | Количество выпущенных, шт. | Примечания |
| ---------------------------- | ----------- | --------------------- | -------------------------- | --- |
| 76-мм горная пушка обр. 1909 |             | 1909                  | 2060                       | Скорострельная горная пушка системы «Данглиз-Шнейдер», принятая на вооружение в российской императорской армии и РККА.                                                          |
| 76-мм горная пушка обр. 1938 |             | 1938                  | не менее 1068              | Орудие было разработано в 1937—1938 годах под руководством Л. И. Горлицкого для вооружения горнострелковых частей Красной армии на основе 76-мм горной пушки C-5 фирмы «Шкода». |

## Дивизионные орудия
| Тип                         | Изображение | Принята на вооружение | Количество выпущенных, шт. | Примечания |
| --------------------------- | ----------- | --------------------- | -------------------------- | --- |
| 76-мм пушка обр. 1902/30    |             | 1902                  | более 4350                 | Советская дивизионная пушка, модернизированный вариант русской дивизионной пушки образца 1902 года. Это артиллерийское орудие составляло основу советской дивизионной пушечной артиллерии в предвоенные годы, активно использовалось Красной армией в боях у озера Хасан, на реке Халхин-Гол, в советско-финской войне, в Великой Отечественной войне. |
| 76-мм пушка (Ф-22)          |             | 1936                  | 2932                       | Впервые Ф-22 пошли в бой во время конфликтов у озера Хасан и на реке Халхин-Гол. Пушка приняла активное участие и в советско-финской войне 1939—1940 годов, в частности на 8 февраля 1940 года в артиллерии Северо-Западного фронта имелось 480 76-мм дивизионных пушек, главным образом — Ф-22.                                                       |
| 76-мм пушка (УСВ)           |             | 1939                  | 9812                       | Орудия использовались как дивизионные и противотанковые. В 1941—1942 годах эти пушки понесли значительные потери, оставшиеся продолжали использоваться до конца войны. |
| 76-мм пушка (ЗИС-3)         |             | 1942                  | свыше 103 000              | 76-мм дивизионная пушка обр. 1942 г. на момент принятия на вооружение полностью отвечала всем поставленным перед орудием такого класса требованиям по мобильности, огневой мощи, неприхотливости в повседневной эксплуатации и технологичности производства.                                                                                           |
| 107-мм пушка (М-60)         |             | 1940                  | 139                        | С технической точки зрения 107-мм пушка образца 1940 года была вполне современным орудием, пригодным для решения широкого круга боевых задач. |
| 122-мм гаубица обр. 1909/37 |             | 1909                  | до 900                     | 122-мм гаубица обр. 1909/37 гг. являлась не очень значительной модернизацией орудия периода Первой мировой войны и в целом сохранила большую часть недостатков, присущих орудиям того периода. |
| 122-мм гаубица обр. 1910/30 |             | 1910                  | до 5900                    | До 1942 года 122-мм гаубица образца 1910/30 года была самой распространённой в РККА. |
| 122-мм гаубица (М-30)       |             | 1938                  | 19 266                     | М-30 использовалась для стрельбы с закрытых позиций по окопанной и открыто расположенной живой силе противника. Её с успехом применяли также для разрушения вражеских полевых фортификационных сооружений (траншей, блиндажей, ДЗОТов) и проделывания проходов в проволочных заграждениях при невозможности использования миномётов.                   |
| 152-мм мортира (НМ)         |             | 1931                  | 129                        | 152-мм мортира обр. 1931 г. являлась весьма неоднозначным орудием с точки зрения советской концепции использования артиллерии. Главным его плюсом была рекордно низкая для такого калибра масса и большая гибкость в использовании (орудие сочетало в себе свойства пушки, гаубицы и мортиры).                                                         |

## Корпусные и армейские орудия
| Тип                              | Изображение | Принята на вооружение | Количество выпущенных, шт. | Примечания |
| -------------------------------- | ----------- | --------------------- | -------------------------- | --- |
| 107-мм пушка обр. 1910/30        |             | 1910                  | не менее 863               | 107-мм пушка обр. 1910/30 гг. являлась не очень существенной модернизацией орудия периода Первой мировой войны и сохранила большинство присущих орудиям того времени недостатков. |
| 122-мм пушка обр. 1931 (А-19)    |             | 1931                  | около 450                  | 122-мм пушка образца 1931 г. обладала достаточно совершенной конструкцией для своего времени, в частности, она была одним из первых советских орудий на лафете с раздвижными станинами, что существенно увеличивало возможности орудия по манёвру огнём. |
| 122-мм пушка обр. 1931/37 (А-19) |             | 1931                  | около 2450                 | Для своего времени, 122-мм пушка образца 1931/37 годов была вполне современным, конструктивно совершенным орудием, удачно сочетавшим высокую огневую мощь, подвижность, технологичность в производстве и неприхотливость в эксплуатации. |
| 152-мм гаубица обр. 1909/30      |             | 1909                  | 2550—2611                  | 152-мм гаубица образца 1909/30 годов долгое время была самой многочисленной в РККА. Гаубица принимала участие в боях на реке Халхин-Гол (при этом шесть орудий было потеряно) и советско-финской войне 1939—1940 гг. |
| 152-мм гаубица обр. 1910/37      |             | 1910                  | 99                         | Орудие участвовало в Великой Отечественной войне, однако, по причине немногочисленности, никаких деталей применения обнаружить не удалось. В отличие от многих других советских орудий, данная система не захватывалась финской армией в качестве трофея. В германской армии это трофейное орудие носило обозначение 15,2 cm sFH 446(r).                       |
| 152-мм гаубица (М-10)            |             | 1938                  | 1522                       | На момент принятия на вооружение орудие М-10 было современным образцом, отвечающим всем предъявляемым РККА требованиям к тяжёлым гаубицам. При сравнении с зарубежными аналогами М-10 как минимум не уступает лучшим мировым образцам. |
| 152-мм гаубица (Д-1)             |             | 1943                  | 2827                       | Гаубицы Д-1 активно использовались на завершающем этапе войны, в 1944—1945 годах. Орудие использовалось для стрельбы с закрытых позиций по окопанной и открыто расположенной живой силе противника, его фортификациям и заграждениям, важным объектам в его ближнем тылу. У артиллеристов Д-1 снискала себе репутацию надёжного и точного при стрельбе орудия. |
| 152-мм пушка обр. 1910/30        |             | 1910                  | 152                        | 152-мм пушка обр. 1910/30 гг. являлась не очень значительной модернизацией орудия периода Первой мировой войны, сохранив главные его недостатки — неподрессоренный колёсный ход и раздельную возку ствола и лафета, что сильно снижало подвижность орудия. |
| 152-мм пушка обр. 1910/34        |             | 1910                  | 275                        | 152-мм пушка обр. 1910/34 гг. являлась серьёзной модернизацией орудия периода Первой мировой войны. Некоторое количество орудий данного типа было захвачено немецкой армией в 1941—1942 годах и принято на её вооружение под индексом 15,2 cm K.433/2(r). |
| 152-мм гаубица-пушка (МЛ-20)     |             | 1937                  | 6884                       | МЛ-20 использовалась для стрельбы с закрытых позиций по окопанной и открыто расположенной живой силе противника, его фортификациям и заграждениям, важным объектам в его ближнем тылу. При установке взрывателя осколочно-фугасной гранаты ОФ-540 массой 43,56 кг на осколочное действие она наносит поражение осколками по фронту на 40 м и в глубину до 8 м. |

## Зенитные орудия
| Тип                   | Изображение | Принята на вооружение | Количество выпущенных, шт. | Примечания |
| --------------------- | ----------- | --------------------- | -------------------------- | --- |
| 25-мм пушка (72-К)    |             | 1940                  | не менее 4860              | 72-К предназначалась для противовоздушной обороны уровня стрелкового полка, как более лёгкое и мобильное орудие, по сравнению с 37-мм пушкой 61-К. Традиционно к орудиям полковой артиллерии, которые находятся на переднем крае либо вблизи него, предъявляются требования небольших габаритов и массы для облегчения их укрытия и маскировки на местности, а также перемещения по полю боя только силами их расчётов. |
| 37-мм пушка (61-К)    |             | 1939                  | не менее 18 872            | Главной задачей орудия, была борьба с воздушными целями на дальностях до 4 км и на высотах до 3 км. В случае необходимости пушка могла успешно использована и для стрельбы по наземным целям, в том числе по танкам и бронемашинам. Конструкция пушки оказалась очень удачной, что подтверждается продолжительной службой орудия и созданием массы его модификаций.                                                     |
| 76-мм пушка (3-К)     |             | 1931                  | 3821                       | 76-мм полуавтоматическая зенитная пушка, разработанная в 1931—1932 годах по образцу 7,5-см зенитной пушки немецкой фирмы «Рейнметалл». |
| 76-мм пушка обр. 1938 |             | 1938                  | ?                          | Советское зенитное орудие калибра 76,2 мм, выпущенное малой серией в 1938-1940 гг. 76,2-мм зенитки использовались на первом этапе Великой Отечественной войны, но впоследствии также были заменены на 52-К во избежание трудностей с обучением расчётов и снабжением боеприпасами для разнотипной матчасти. |
| 85-мм пушка (52-К)    |             | 1939                  | 14 422                     | Советское зенитное орудие калибра 85 мм. Полное официальное название орудия — 85-мм зенитная пушка образца 1939 года. Орудие активно использовалось в Великой Отечественной войне, а после её окончания долго состояло на вооружении Советской Армии до принятия на вооружение зенитных ракетных комплексов. |

## Орудия большой и особой мощности

Пушка полковая

| Тип                    | Изображение | Принята на вооружение | Количество выпущенных, шт. | Примечания |
| ---------------------- | ----------- | --------------------- | -------------------------- | --- |
| 152-мм пушка (Бр-2)    |             | 1935                  | не менее 37                | Пушки Бр-2 предназначались для поражения различных объектов в ближнем тылу противника и разрушения фортификационных сооружений вертикального типа стрельбой прямой наводкой. |
| 203-мм гаубица (Б-4)   |             | 1931                  | 889                        | Гаубицы Б-4 успешно использовалась как при прорыве укреплённых полос, так и при штурме крепостей и в уличных боях в больших городах. |
| 210-мм пушка (Бр-17)   |             | 1939                  | ?                          | Советская пушка большой мощности. Имеет одинаковый с Бр-18 лафет. |
| 280-мм мортира (Бр-5)  |             | 1939                  | 47                         | Среди советских артиллерийских систем Бр-5 занимает особое место, являясь самым крупнокалиберным из разработанных в СССР и серийно производившихся орудий. Большинство преимуществ и недостатков орудия связаны с его лафетом, общим для всех орудий «триплекса большой мощности». |
| 305-мм гаубица (Бр-18) |             | 1939                  | ?                          | Советская гаубица большой мощности. Имеет одинаковый с Бр-17 лафет. |